# Made in Japan (chanson)
Pour les articles homonymes, voir Made in Japan.
Singles de Ysa Ferrer
Mourir pour elles
(2005) Ederlezi
(2004)
Pistes de Imaginaire pur
Sens interdit On fait l'amour
Made in Japan est un single de la chanteuse Ysa Ferrer sorti en France en CD maxi et maxi 45T en 2003. Le titre est ressorti en Russie en 2008 et s'est classé 17e du classement airplay national[Quoi ?].

## Formats
CD promo
1. Made in Japan (Radio edit) 3:15

CD Maxi
1. Made in Japan (Radio remix) 4:25
2. Made in Japan (E-Nature Zetsuchou French Club remix) 6:21
3. Made in Japan (FH+ Akihabara remix) 5:05
4. Made in Japan (Espeng okyo Connection Club remix) 7:12
5. Made in Japan (K.O Harajuku French deep tribal mix) 10:37
6. Made in Japan (Tszpun's Hong Kong Darkrooms remix) 9:19

Maxi 45 Tours
- Face A :

1. Made in Japan (Extended version) 5:10
2. Made in Japan (E-Nature Zetsuchou Japanese Club remix) 6:21

- Face B :

1. Made in Japan (Tszpun's Hong Kong Darkrooms remix) 9:19
2. Made in Japan (a cappella) 2:25

## Classements
| Pays              | Meilleure position |
| ----------------- | ------------------ |
| Russie (airplay)  | 17                 |
| Ukraine (airplay) | 38                 |